# Linh dương dik-dik Kirk
Linh dương dik-dik Kirk (Madoqua kirkii) là một loài linh dương nhỏ có nguồn gốc từ Đông Phi và là một trong bốn loài linh dương dik-dik. Loài này được Günther mô tả năm 1880. Nó được cho là có sáu phân loài và có thể phân loài thứ bảy tồn tại ở tây nam châu Phi. Chúng là động vật ăn cỏ, thường có lông màu nâu, hỗ trợ ngụy trang trong môi trường sống trên thảo nguyên. Theo MacDonald (1985), chúng cũng có khả năng đạt tốc độ lên đến 42 km/h. Tuổi thọ của chúng trong tự nhiên thường là 5 năm, nhưng có thể lên đến hơn 10 năm. Trong điều kiện nuôi nhốt, con đực được biết là sống tới 16,5 năm, trong khi con cái sống đến 18,4 năm.